# Cerodontha melicae
Cerodontha melicae är en tvåvingeart som beskrevs av Nowakowski 1972. Cerodontha melicae ingår i släktet Cerodontha och familjen minerarflugor. Inga underarter finns listade i Catalogue of Life.